# США в Другій світовій війні

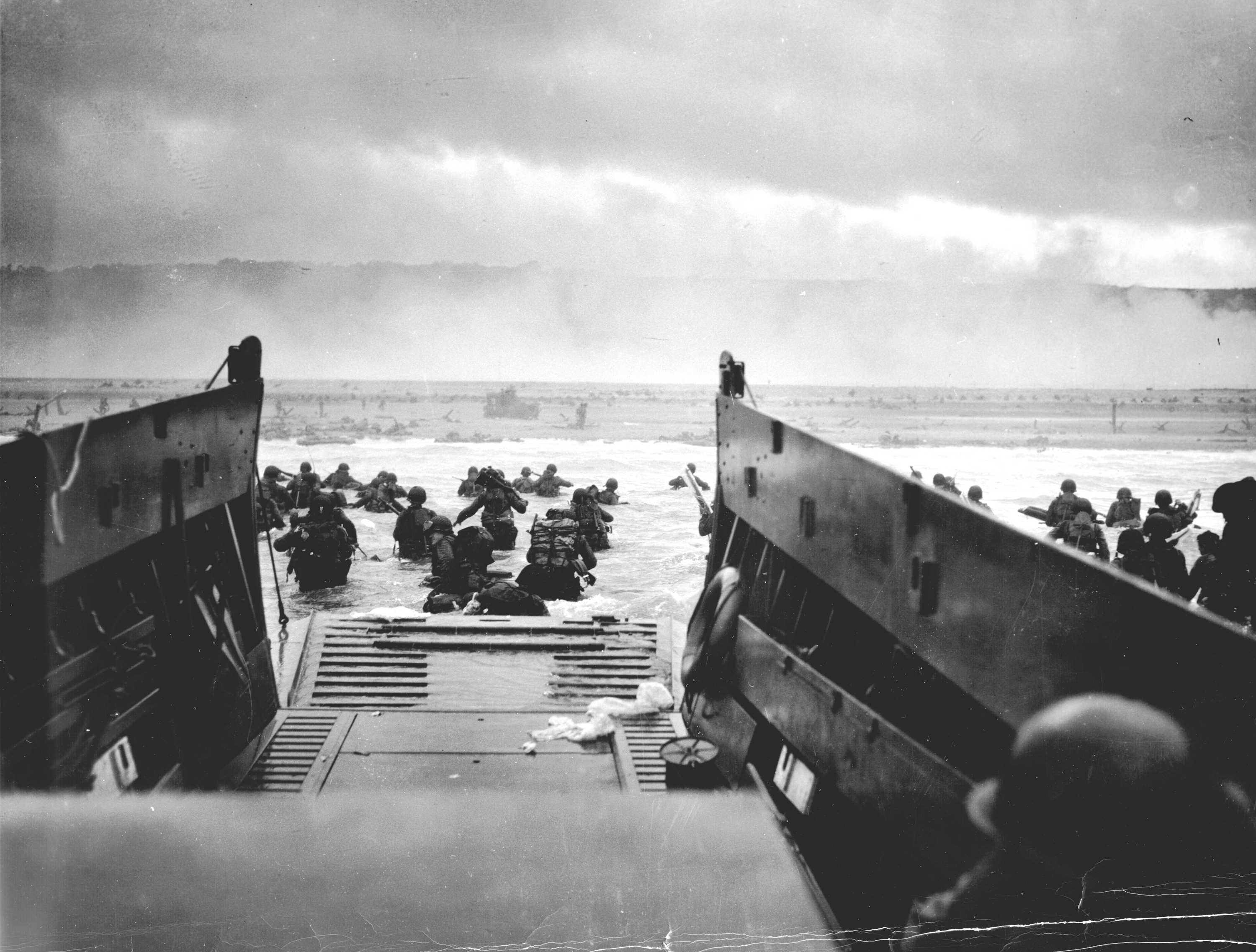
Американська піхота під час висадки. Операція «Оверлорд»

Сполучені Штати Америки вступили в Другу світову війну 7 грудня 1941 року. 6 червня 1944 року було відкрито Західний фронт у Європі. Американські війська діяли на території Франції (головним чином, в Нормандії), Італії, Тунісу, Алжиру, Марокко, Німеччини, Нідерландів, Бельгії і Люксембургу, а також в Тихому океані і Південно-Східнії Азії.
США втратили в Другій світовій війні 418 тис. людей. Найбільших втрат вони зазнали в Арденнській операції — 19 тис. загиблих. Після неї за кількістю втрат ідуть Битва за Окінаву, Нормандська операція, Битва при Монте-Кассіно й Битва за Іодзіму. Станом на 2010 рік безвісти зниклими під час Другої світової війни все ще числились 74 тис. військовослужбовців США.

## Передісторія
Із загостренням ситуації в Європі та створенням воєнного союзу між Німеччиною, Італією і Японією США відмовились від політики невтручання у європейські справи — 5 жовтня 1937 року президент Франклін Рузвельт закликав до міжнародної ізоляції країн-агресорів і використання економічного тиску на них замість прямої військової агресії. Після капітуляції Франції в 1941 році він ініціював програму ленд-ліз, яка призначалася передовсім для підтримки Британії, котра вела бойові дії проти Німеччини й надавала президенту США виключне право на свій розсуд розпоряджатись державними ресурсами задля інтересів США. У жовтні того ж року програма ленд-лізу поширилась і на Радянський Союз, що отримав американське озброєння, техніку і кредит 1 млрд доларів.
У липні 1941 року, щоб звільнити британський флот для більш ефективних дій проти Німеччини в Північному й Середземному морях, американські війська висадились в Ісландії та взяли на себе відповідальність за захист військових конвоїв у Британію і СРСР в навколишніх водах від атак німецьких підводних човнів. Ще в 1940 році, коли після падіння Франції Японія розпочала захоплення Французького Індокитаю, США припинили експорт у Японію літаків, авіаційного бензину й металообробної техніки, а після вторгнення в Голландську Ост-Індію (нині — Індонезія) влітку 1941 року — і нафти. Це вкрай загострило стосунки між Японією та США — Вашингтон в ультмативній формі зажадав від Японії припинити агресію проти Китаю, ліквідувати маріонеткову державу Маньчжоу-го й відмовитись від усіх завоювань у Східній Азії.
Категорична позиція Рузвельта базувалася на переконаності, що Японія планує напад на СРСР і не готова до повномасштабної війни проти Британії чи США на Тихому океані. Помилкою американців також була впевненість, що під потенційною загрозою перебуває авіабаза на Філіппінах, розташована в стратегічному для японців регіоні. Тому для США повною несподіванкою став напад 7 грудня 1941 року на Перл-Гарбор.

## Тихоокеанський театр воєнних дій

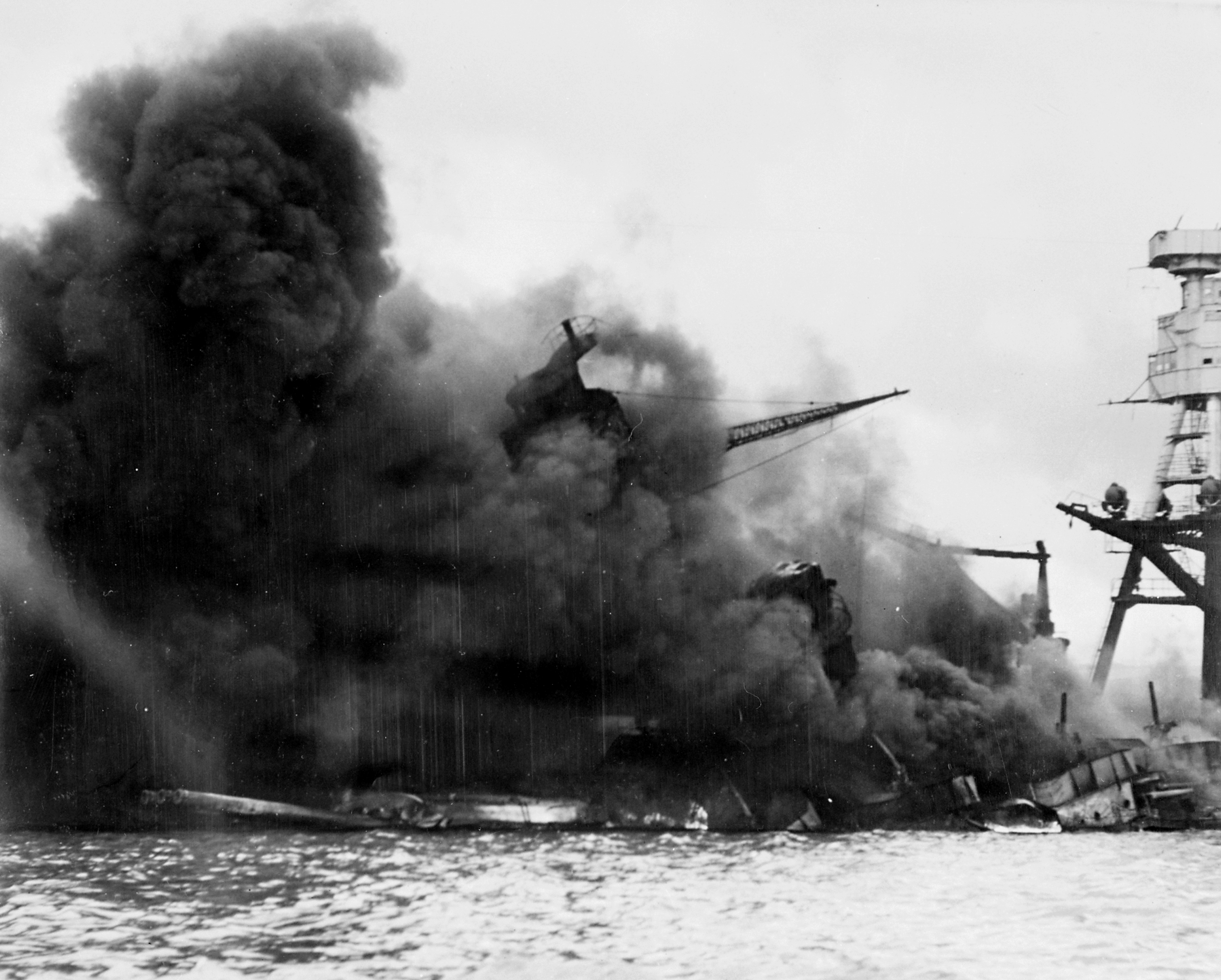
Лінкор «Аризона» після нападу на Перл-Гарбор. 7 грудня 1941 року.

Уранці 7 грудня 1941 року 441 японських літаків, які злетіли з шести авіаносців («Акаґі», «Хірю», «Каґа», «Сьокаку», «Сорю» і «Дзуйкаку»), напали на американську військову базу Перл-Гарбор. Було потоплено 4 лінкори, 2 крейсери і 1 мінний загороджувач. Серед лінкорів була Аризона. Американці втратили 2403 людини.
Через шість годин після нападу американським військовим кораблям та підводним човнам було наказано почати бойові дії в океані проти Японії. Президент Франклін Рузвельт виступив у Конгресі з промовою та оголосив війну Японії. 11 грудня Німеччина та Італія, а 13 грудня — Румунія, Угорщина та Болгарія — оголосили війну США. 10 грудня 1941 року японці почали вторгнення на Філіппіни, й захопили їх до квітня 1942 року, більшість американських і філіппінських військ потрапила в полон.

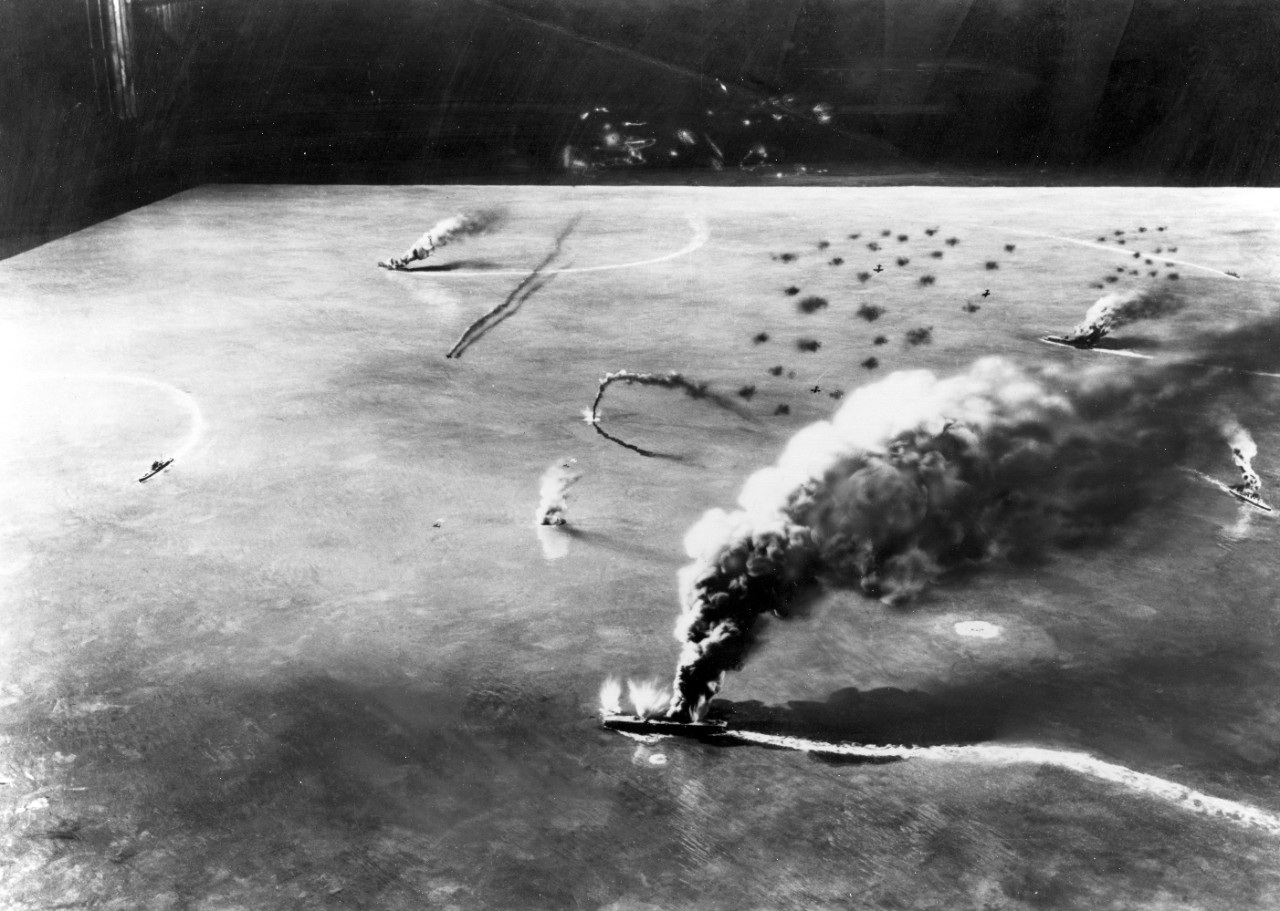
Битва у атола Мідвей. 4 червня 1942 року

З початку 1942 року японська авіація атакувала порт Дарвін на північному узбережжі Австралії.
Відбулися великі морські битви за участю авіаносців у Кораловому морі 8 травня та біля атола Мідвей 4 червня, де американці здобули перші перемоги над японцями. Битва за Мідвей стала переломним моментом у війні на Тихому океані.

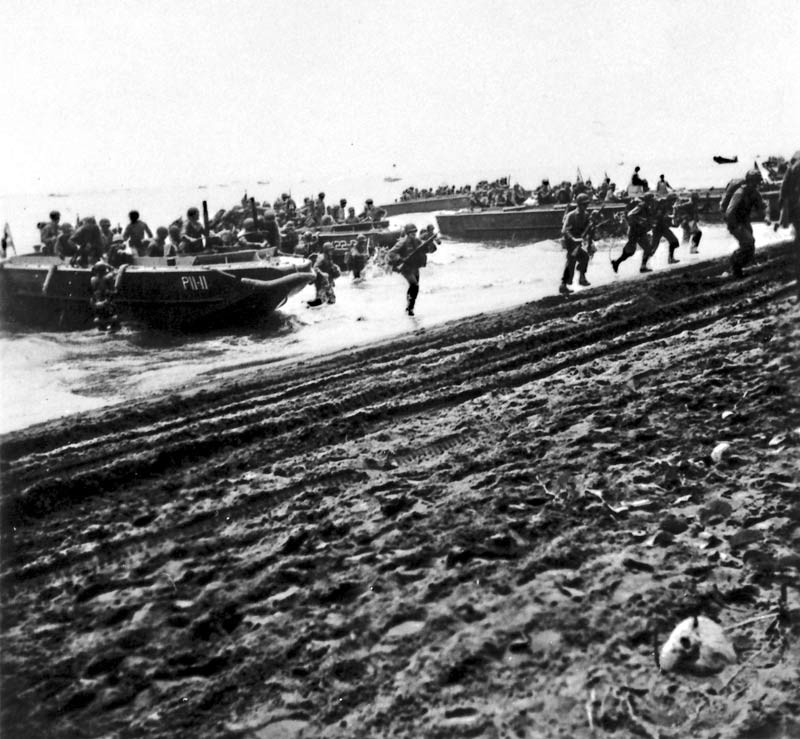
Американські морські піхотинці висаджуються на Гуадалканал. 7 серпня 1942 року

На острові Нова Гвінея японці наступали в напрямку Порт-Морсбі, але американо-австралійські війська під командуванням генерала Дугласа Макартура зупинили їх.
7 серпня 1942 року американська морська піхота висадилась на острові Гуадалканал і захопила японський аеродром. У вересні—жовтні 1942 року японці здійснили декілька контратак, але безуспішно. 9 лютого 1943 року американці повністю захопили Гуадалканал, у липні—серпні 1943 року захопили південну й центральну частину архіпелагу Соломонові острови, у листопаді-грудні частково захопили острови Бугенвіль та Нова Британія. 20-23 листопада американська морська піхота опанувала Острови Гілберта, а в січні й лютому 1944 року висадилася на Маршаллових островах (острови Рой, Кваджалейн і Маджуро).
Протягом весни 1944 року американці провели серію десантних операцій на північному узбережжі Нової Гвінеї, що прискорило просування військ союзників з південної частини острова. Протягом літа й осені союзники звільнили більшу частину Нової Гвінеї, а японські частини потрапили в оточення в центральній та південно-західній частині острова й здались тільки в кінці війни. Також виявилися заблоковані й відрізані від зовнішнього світу японські частини на Каролінських островах.

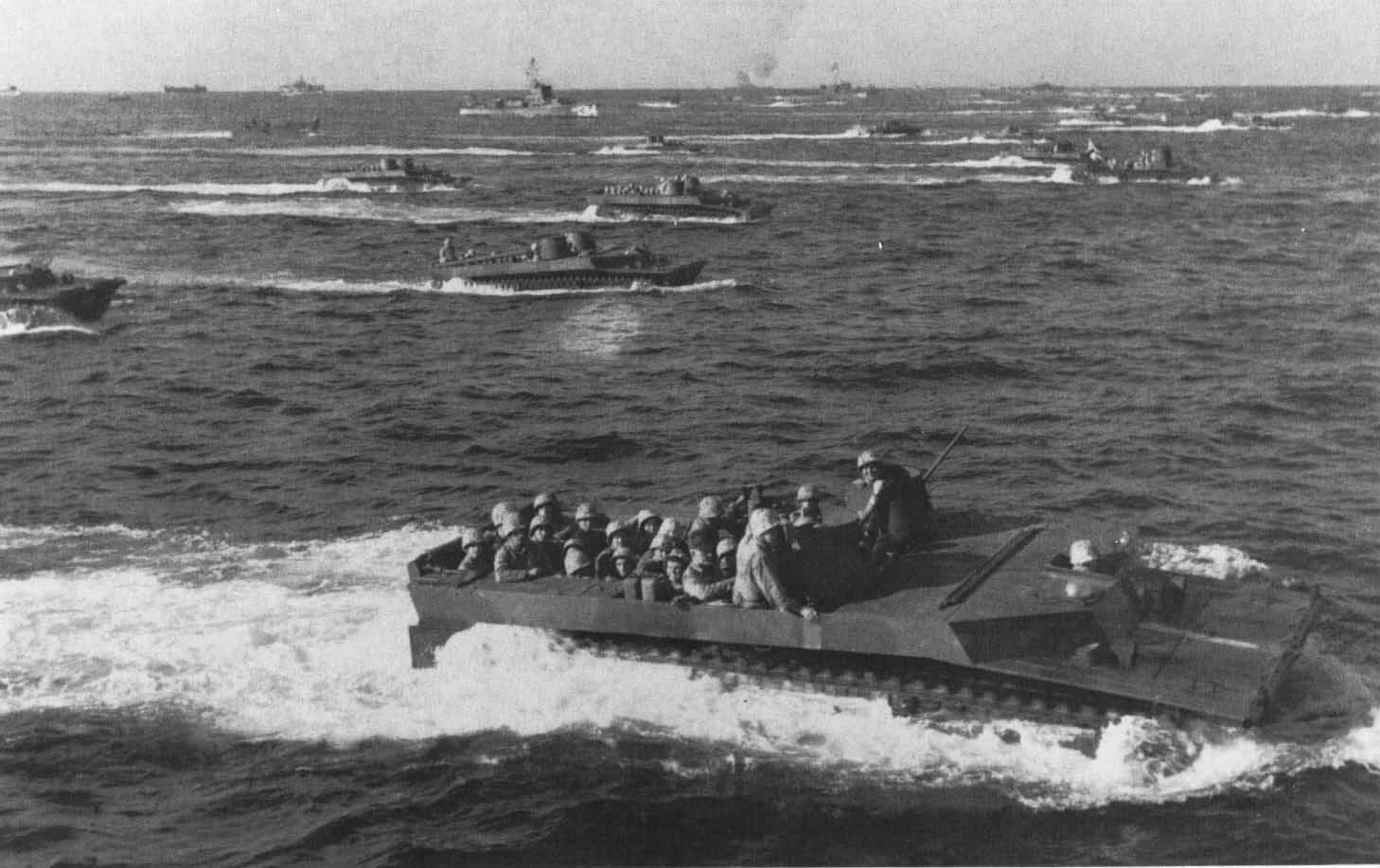
Десантування морської піхоти на Іводзіму. 19 лютого 1945 року

15 червня 1944 року американці висадилися на сильно укріпленому острові Сайпан (Маріанські острови). Японці чинили запеклий опір, але до 9 липня вони були розгромлені. Захоплення американцями острова Сайпан призвів до падіння уряду генерала Тодзьо в Японії. Протягом літа 1944 року Маріанські острови були повністю захоплені і з їхніх аеродромів почалися бомбардування самої Японії, адже відстані вже було досить для дії американських бомбардувальників B-29 Superfortress.
У жовтні 1944 року відбулася найбільша в історії морська битва в затоці Лейте. Японський флот зазнав катастрофічних втрат, після чого американський ВМФ отримав абсолютне панування на морі. Японська авіація також зазнала катастрофічних втрат від переважаючих її ВПС США. 20 жовтня 6-а американська армія під командуванням генерала Дугласа Макартура почала висадку на острові  Лейте (південні Філіппіни) й очистила його від японських військ до 31 грудня. 9 січня 1945 року 8-а американська армія висадилася на головному острові філіппінського архіпелагу — Лусон. Протягом січня—лютого вона розгромила більшу частину японських військ на Лусоні й 3 березня звільнила Манілу. До травня більша частина Філіппін була звільнена, лише залишки японських військ у горах і джунглях продовжували чинити опір до серпня.

## Північноафриканський театр бойових дій
У листопаді 1942 року американці висадились у Північній Африці. Створена у Вашингтоні об'єднана рада начальників штабів США і Британії ухвалила план військових дій, що полягав в очищенні Північної Африки від німецьких та італійських військ.
Коли ж у листопаді 1942 року в Алжирі висадився англо-американський десант, який виступив на з'єднання з британською армією в Східній Африці, угруповання Роммеля програло вирішальну для африканської кампанії битву за Туніс і 13 травня 1943 року визнало себе переможеною.